# Llengües khoe
Les llengües khoe són un grup d'idiomes parlats al sud d'Àfrica de filiació dubtosa, ja que no tots els lingüistes accepten que pertanyin a les llengües khoisànides, amb les quals comparteixen alguns trets (com presència fonològica dels clics) però no d'altres (com l'ús de la veu passiva, gairebé absent a les diferents branques khoisànides). On sí que sembla haver-hi acord és en relacionar-la amb el kwadi, ja extint, amb el qual formarien una família o subfamília independent. Tampoc no és evident quantes llengües pertanyen a aquest grup, ja que a la zona existeix un continu dialectal que fa difícil separar varietats d'una mateixa llengua d'idiomes diferents, especialment perquè són parles poc estudiades. Els idiomes més coneguts són el nama, el korana (ja extingit) i el naro.
Les llengües khoe es parlen al desert de Kalahari i a Namíbia per part de comunitats plurilingües i sovint nòmades o seminòmades, fet que accentua la desaparició de molts dels seus membres, en perill d'extinció. Gramaticalment, tenen tres gèneres i tres nombres (singular, dual i plural) i marquen les desinències flexives amb sufixos. El verb indica la posició física del parlant a part del temps i es pot col·locar en un ordre relativament lliure dins de la frase.